# 金壇縣
金坛县，中国旧县名，在今江苏省常州市境内。
本为曲阿县地。隋朝末年，为金山县。唐朝时并入延陵县。垂拱四年（688年），复置，更名为金坛县。属润州、丹杨郡。北宋末年后，属镇江府。元朝时，属镇江路。明清时，属镇江府。民国初年，镇江府废，仍属江苏省。1937年12月2日，日军第9师团占领金坛。
1949年4月20日夜，解放军发起渡江战役。22日至23日，金坛县县长李公达等党政军警人员南逃，中华民国政府对金坛县的管辖结束。23日深夜，中国人民解放军第三野战军第二十军六十师一七八团进入金坛县地界。24日凌晨，进入金坛县城。同年，金坛县属常州专区，1953年，属镇江专区。后又属常州专区。1959年，复属镇江专区。1983年，属常州市。1993年11月，中国国务院批准，撤销金坛县，设立金坛市（县级）。